# Peltotrupes profundus
Peltotrupes profundus es una especie de coleóptero de la familia Geotrupidae.

## Subespecies
- Peltotrupes profundus dubius (Howden, 1955)
- Peltotrupes profundus profundus (Howden, 1952)

## Distribución geográfica
Habita en América del Norte.